# Duvidha
Duvidha ist ein indischer Film von dem Regisseur Mani Kaul aus dem Jahr 1973. 

## Hintergrund
Er gilt als das Meisterwerk des Regisseurs und basiert auf einer Geschichte des Autors Vijayadan Detha, die von einer volkstümlichen Geschichte aus Rajasthan berichtet. Gedreht im Heimatdorf des Autors in Jodhpur nutzt der Film eine Mischung von Standbildern und bewegten Sequenzen und schafft so den Eindruck einer magischen Realität; aufgrund seiner eigenwilligen Ästhetik wurde er mit den Werken von Ritwik Ghatak, Jean-Luc Godard und Chris Marker in Zusammenhang gebracht. Der Kritiker Devdutt Trivedi nannte den Film ein „Werk radikaler Originalität“. Im Jahr 2005 kam Die Schöne und der Geist (Paheli), ein Remake des Films im Bollywood-Stil, in die Kinos.

## Handlung
Der Sohn eines Kaufmanns, Krishanlal (Ravi Menon), heiratet eine schöne junge Frau, Lachhi (Raisa Padamsee), geht aber für fünf Jahre in die Ferne, um Geld zu verdienen. Ein Geist (bezeichnet als Bhoot, ein Wort, das sowohl Geist als auch Vergangenheit bezeichnet) verliebt sich in die junge Frau, verwandelt sich in das Ebenbild des Ehemanns, und verbringt die Jahre mit ihr, im gegenseitigen, ehrlichen Einverständnis, bis der Ehemann hört, dass seine Frau schwanger ist. Er kehrt in sein Heimatdorf zurück und verlangt eine Klärung der Situation. Der Geist wird entlarvt, gefangen und in einen Brunnen geworfen; für die Ehefrau beginnt nun eine Zeit der Unterwerfung.

## Kritik
„Der Film fasziniert durch seine ungewöhnliche Geschichte ebenso wie durch seine reizvoll-originelle Gestaltung.“